# Edzo Toxopeus
Edzo Hendrik Toxopeus (Amersfoort, 19 februari 1918 – Oegstgeest, 23 augustus 2009) was een Nederlands politicus van de Volkspartij voor Vrijheid en Democratie (VVD).
Toxopeus, van beroep jurist, werkte als advocaat van 1945 tot 1959. Hij was Tweede Kamerlid van 1956 tot 1959 toen hij minister van Binnenlandse Zaken werd in het Kabinet-De Quay, een functie die hij ook vervulde in het daaropvolgende Kabinet-Marijnen. In 1963 werd hij politiek leider van de VVD en diende als fractievoorzitter in de Tweede Kamer in 1963 en later van 1966 tot 1969. Daarna was hij van 1970 tot 1980 commissaris van de Koningin in Groningen en van 1980 tot 1988 was hij lid van de Raad van State. In 1985 werd hij benoemd tot minister van staat.

## Loopbaan
Toxopeus doorliep in Breda het gymnasium-A en studeerde vervolgens Nederlands recht aan de Rijksuniversiteit Utrecht. Hier behaalde hij het doctoraalexamen (mr.) in 1942.
Van 1942 tot 1959 was hij als advocaat gevestigd te Breda. Van oktober 1944 tot augustus 1945 was hij hoofd van de juridische afdeling van het Militair Commissariaat Breda. Van 1949 tot 1959 was hij voor de VVD lid van de gemeenteraad van Breda en van 1956 tot 1959 lid van de Tweede Kamer.
Toxopeus was minister van Binnenlandse Zaken in het kabinet-De Quay en het kabinet-Marijnen van 19 mei 1959 tot 14 april 1965.
Hij was wederom lid van de Tweede Kamer van 1965 tot 1969 en sinds 1966 voorzitter van de VVD-fractie.
Van 1970 tot 1980 was hij commissaris der Koningin in de provincie Groningen. December 1977 werd hij door de VVD benaderd voor de functie van minister van Buitenlandse Zaken in het te formeren kabinet-Van Agt I, maar hij weigerde. Van 1980 tot 1988 was hij lid van de Raad van State. Op 22 januari 1985 werd hij benoemd tot Minister van Staat.

## Persoonlijk
Edzo Toxopeus was getrouwd en had twee kinderen. Kerkelijk behoorde hij tot de Evangelisch-Lutherse Kerk, maar ging in 1997 over naar de Doopsgezinde Kerk. Hij overleed op 91-jarige leeftijd in de zomer van 2009.

## Toxopeusronde
Toxopeus is vooral bekend gebleven door de zogenaamde Toxopeusronde uit 1963. Van vele kanten werd er begin jaren 1960 gepleit om meer geld aan het personeel in de publieke sector te besteden. Achterstand ten opzichte van het bedrijfsleven maakte de baan van ambtenaar onaantrekkelijk. Het was een gevolg van de geleide loonpolitiek die jarenlang in Nederland was gevoerd. De Toxopeusronde was een grote verhoging van alle ambtenarensalarissen en opwaardering van hun arbeidsvoorwaarden. Met name de verhoging van de salarissen van de nieuw aangestelde leden van de wetenschappelijke staf van de universiteiten, die uiteindelijk de rang van wetenschappelijk hoofdmedewerker konden bereiken heeft lange tijd effect op de overheidsuitgaven gehad.

## Decoraties
| Onderscheidingen   |                                                |                |                  |                                         |
| Baton              | Onderscheiding                                 | Land           | Datum            | Opmerking                               |
|                    | Grootkruis van de Kroonorde                    | België         | 15 maart 1960    |                                         |
|                    | Grootofficier in het Legioen van Eer           | Frankrijk      | 12 februari 1961 |                                         |
|                    | Grootofficier in de Orde van de Eikenkroon     | Luxemburg      | 1 mei 1963       |                                         |
|                    | Grootkruis van de Orde van Verdienste          | Portugal       | 4 april 1964     |                                         |
|                    | Grootkruis van de Orde van Verdienste          | West-Duitsland | 30 januari 1965  |                                         |
|                    | Grootofficier in de Orde van Oranje-Nassau     | Nederland      | 10 december 1980 | Verheven van Commandeur (20 april 1965) |
|                    | Commandeur in de Orde van de Nederlandse Leeuw | Nederland      | 22 januari 1985  | Verheven van Ridder (1 november 1969)   |
| Erelidmaatschappen |                                                |                |                  |                                         |
|                    | Prijzen                                        | Organisatie    | Datum            | Opmerkingen                             |
|                    | Erelid                                         | VVD            | 28 februari 1970 |                                         |
| Eretitels          |                                                |                |                  |                                         |
|                    | Eretitel                                       | Land           | Datum            | Opmerkingen                             |
|                    | Minister van Staat                             | Nederland      | 22 januari 1985  | Style of Excellency                     |